# Venstre (Dänemark)
Venstre – Danmarks Liberale Parti (Parteibuchstabe V, dänisch für Linke – Liberale Partei Dänemarks) ist eine konservativ-liberale politische Partei in Dänemark. Im deutschen Sprachgebrauch findet die Bezeichnung Liberale Partei Verwendung. Entgegen ihrem Namen, der aus ihrer Einstufung ins politische Spektrum im späten 19. Jahrhundert herrührt, als die Partei entstand, wird die Partei dem Mitte-rechts-Lager zugeordnet.

## Geschichte
Die „Vereinigte Venstre“ wurde 1870 aus verschiedenen Gruppierungen im Reichstag gebildet, die vor allem klein- und großbäuerliche Interessen vertraten und in Opposition zu aristokratischen Gutsbesitzern und Nationalliberalen standen. Ab 1872 verfügte Venstre über die Mehrheit im Folketing, blieb aber von der Regierungsbildung ausgeschlossen. Spätestens ab 1878/80 war die Venstre in bis zu fünf Lager gespalten. Die Frage, wie man der Regierung J. B. S. Estrup (1875–94) im Parlament gegenübertreten sollte, sorgte ein ums andere Mal für Konflikte: Die „Moderate Venstre“ setzte auf Verhandlungen, „Volks-Venstre“ (Det folkelige Venstre) auf Konfrontation. Nachdem die Moderaten 1894 einer militärischen Befestigung Kopenhagens zugestimmt hatten, wofür die konservative Regierungspartei Højre als Gegenleistung auf Estrup verzichten musste, gründeten die Anhänger eines kompromisslosen Oppositionskurses die „Venstre-Reformpartei“. Auch diese Partei spaltete sich, die Linksliberalen gründeten 1905 Det Radikale Venstre, während sich der Rest bis 1910 mit den Moderaten zur noch heute existierenden Venstre vereinigte.
1901 konnte das parlamentarische Mehrheitsprinzip im politischen System verankert werden. Venstre stellte zu Beginn des 20. Jahrhunderts mehrere Ministerpräsidenten, verlor aber Mitte der 1920er Jahre die Führungsposition an die Sozialdemokraten. Jedoch bewahrte sie über viele Jahrzehnte einen Vorsprung vor der anderen bürgerlichen Partei, den Konservativen. Erst in den 1980er Jahren fiel Venstre deutlich zurück und vereinte nur noch 10 Prozent der Wählerstimmen auf sich. In den 1990er Jahren folgte ein rasanter Wiederaufstieg. Von 2001 bis 2015 war die Venstre wieder die stimmenstärkste Partei Dänemarks.
Nach dem Zweiten Weltkrieg konnten die Liberalen sechsmal den Regierungschef stellen (1945–47, 1950–53, 1973–75, 2001–09, 2009–11 und 2015–19). Darüber hinaus beteiligten sie sich als kleinerer Partner an Koalitionsregierungen 1968–71, 1978–79 und 1982–93. Traditionell liegen die Hochburgen der Partei in den ländlich geprägten Gebieten, während die großstädtischen Stimmkreise in Kopenhagen ein schwieriges Terrain darstellen.
In den 1990er Jahren verlieh Ex-Außenminister Uffe Ellemann-Jensen seiner Partei ein schärferes liberales Profil und grenzte sie damit deutlicher vom übrigen bürgerlichen Lager ab. Sein charismatisches Auftreten brachte ihm vor allem unter jungen Wählern neue Anhänger. Nachdem Ellemann-Jensen 1998 einen Regierungswechsel knapp verfehlt hatte, überließ er Anders Fogh Rasmussen den Parteivorsitz. Fogh Rasmussen konnte 2001 vor allem mit einer Kampagne für eine strengere Ausländerpolitik Stimmen gewinnen, 31,3 % bedeuteten das beste Ergebnis seit 80 Jahren. Von 2001 bis 2011 bildete Venstre eine Minderheitsregierung mit der Konservativen Volkspartei. Bei den Wahlen 2005 und 2007 erlitt die Partei zwar leichte Stimmenverluste, konnte aber mit ihren Bündnispartnern die Regierungsmehrheit behaupten. 2011 hingegen konnte Venstre leicht zulegen, musste die Regierungsbildung jedoch den Sozialdemokraten überlassen.
Bei der Folketingswahl 2015 musste Venstre deutliche Verluste von über sieben Prozentpunkten hinnehmen und wurde mit 19,5 Prozent nur drittstärkste Kraft, da sie von den Sozialdemokraten und erstmals von der Dänischen Volkspartei überholt wurde. Dennoch konnte das bürgerliche Lager eine Mehrheit im Parlament erreichen. Aufgrund der Mehrheitsverhältnisse erhielt Venstres Spitzenkandidat Lars Løkke Rasmussen den Auftrag zur Regierungsbildung. Die Sondierungen führten nicht zur Bildung einer Mehrheitskoalition, so dass die Venstre-Minderheitsregierung Løkke Rasmussen II gebildet wurde. Sie wird von den anderen Parteien des bürgerlichen Lagers parlamentarisch unterstützt. Lars Løkke Rasmussen wurde am 28. Juni 2015 von der Königin zum Ministerpräsidenten ernannt. Bei der Folketingswahl 2019 erreichte Venstre 23,5 % der Stimmen und wurde zweitstärkste Partei hinter den Sozialdemokraten. Trotz der Stimmengewinne gelang es Rasmussen nicht, eine Regierungsmehrheit zu schaffen, und Venstre ging in die Opposition gegen die neue sozialdemokratische Regierung Frederiksen I. Bei der Folketingswahl 2022 erreichte die Partei mit 13,3 % ihr schlechtestes Ergebnis seit 1988, wurde allerdings gemeinsam mit der zentristischen Partei Moderaterne, die sich im Laufe der Legislaturperiode von Venstre abgespalten hatte, Juniorpartner der Sozialdemokraten in der Regierung Frederiksen II. Nachdem die Partei in Umfragen weiter abgesackt war, trat im Oktober 2023 Jakob Ellemann-Jensen als Parteivorsitzender zurück; zu seinem Nachfolger wurde Troels Lund Poulsen gewählt.

## Positionen
Eine Studie aus dem Jahr 2019, die das Abstimmungsverhalten von Parteien zu klimapolitischen Fragen im EU-Parlament betrachtete, bewertet Venstre als „Verzögerer“ einer klimafreundlichen Politik.

## Folketingswahlen
Seit Einführung des Verhältniswahlrechts 1918 (Quelle: Folketingets Oplysning)
| - 1918 29,7 % - 1920 (I) 34,4 % - 1920 (II) 36,2 % - 1920 (III) 34,0 % - 1924 28,3 % - 1926 28,3 % - 1929 28,8 % - 1932 24,7 % - 1935 17,9 % - 1939 18,2 % | - 1943 18,7 % - 1945 23,4 % - 1947 26,1 % - 1950 21,3 % - 1953 (I) 22,1 % - 1953 (II) 23,1 % - 1957 25,1 % - 1960 21,1 % - 1964 20,8 % - 1966 19,3 % | - 1968 18,6 % - 1971 15,6 % - 1973 12,3 % - 1975 23,3 % - 1977 12,0 % - 1979 12,5 % - 1981 11,3 % - 1984 12,1 % - 1987 10,5 % - 1988 11,8 % | - 1990 15,8 % - 1994 23,3 % - 1998 24,0 % - 2001 31,2 % - 2005 29,0 % - 2007 26,2 % - 2011 26,7 % - 2015 19,5 % - 2019 23,4 % - 2022 13,3 % |

## Parteivorsitzende
Der Parteivorsitzende besitzt innerhalb der Organisation eine starke Stellung. In Zeiten großer Machtfülle wurde er von Presse und Öffentlichkeit gern als „Häuptling“ (Venstre-høvding) tituliert. Die 1905 abgespaltene Radikale Venstre verwendet ein diametral entgegengesetztes Führungsmodell.
- Thomas Madsen-Mygdal, 1929–1941
- Knud Kristensen, 1941–1949
- Edvard Sørensen, 1949–1950
- Erik Eriksen, 1950–1965
- Poul Hartling, 1965–1977
- Henning Christophersen, 1977–1984
- Uffe Ellemann-Jensen, 1984–1998
- Anders Fogh Rasmussen, 1998–2009
- Lars Løkke Rasmussen, 2009–2019
- Jakob Ellemann-Jensen, 2019–2023
- Troels Lund Poulsen, seit 2023